# Innocenty XI
Innocenty XI (łac. Inocentius XI, właśc. Benedetto Odescalchi; ur. 19 maja 1611 w Como, zm. 12 sierpnia 1689 w Rzymie) – włoski duchowny katolicki, 240. papież w okresie od 21 września 1676 do 12 sierpnia 1689, błogosławiony Kościoła katolickiego.

## Życiorys

### Młodość
Pochodził z rodziny patrycjuszowskiej Odescalchich – jego ojcem był Livio Odescalchi, a matką Paola Castelli. W młodości nie odczuwał powołania do stanu duchownego, według niektórych źródeł służył w wojsku. Kształcił się w Como pod kierunkiem jezuitów, jako 15-latek praktykował w rodzinnym banku w Genui. Studiował następnie nauki prawne w Rzymie i Neapolu, obronił doktorat w 1639. Papież Urban VIII powierzył mu szereg godności w Państwie Kościelnym – był protonotariuszem, prezydentem Kamery Apostolskiej, komisarzem Ankony, gubernatorem Maceraty i Piceny.
6 marca 1645 mianowany przez papieża Innocentego X kardynałem, z tytułem diakona Santi Cosma e Damiano. Został skierowany do pracy w Kongregacji Dobrego Rządu (Boni Regiminis Congregatio) oraz w Świętej Konsulcie (zasiadał w nich aż do wyboru na papieża). W latach 1645–1648 wykonywał obowiązki archiprezbitera bazyliki S. Maria Maggiore pod nieobecność kardynała Antonio Barberiniego, który uciekł do Francji z powodu wszczęcia śledztwa w sprawie jego nadużyć za pontyfikatu Urbana VIII. W styczniu 1647 został prefektem Sygnatury ds. Brewe Apostolskich, a rok później legatem w Ferrarze, gdzie przebywał do 1651. Od kwietnia 1650 do marca 1656 był biskupem Novary. Zrezygnował po kilku latach na rzecz swego brata, Giulio Odescalchiego. Po powrocie do Rzymu w 1657 został mianowany członkiem Kongregacji ds. Wód i Kongregacji ds. Soboru Trydenckiego, a nieco później także Kongregacji ds. Dróg (w 1661) i Kongregacji ds. Stanu Zakonnego (w 1676). Był także kamerlingiem św. Kolegium Kardynalskiego przez roczną kadencję (12 stycznia 1660 – 24 stycznia 1661).
Brał udział w trzech konklawe: 1655, 1667 i 1669-1670, gdzie był poważnym kandydatem na papieża. Jednak, wobec sprzeciwu Francji, nie został wybrany. Na konklawe 1676, 21 września, został wybrany na papieża, przyjął imię Innocentego XI i został intronizowany 4 października 1676 w bazylice watykańskiej.

### Pontyfikat
Jako papież zdecydowanie sprzeciwiał się praktykom nepotyzmu i symonii w Państwie Papieskim. Wydane przez niego regulacje prawne w tej kwestii zostały jednak zarzucone przez następców. Dbał o pogłębianie życia religijnego wiernych. Zwracał uwagę na głoszenie kazań i katechizację. Wydał dekrety o częstym przyjmowaniu Komunii, o przystępowaniu do spowiedzi, a także w sprawach moralności, które uważane były za zbyt surowe i budziły opór. Papież zakazał bowiem hazardu, kobietom zabronił noszenia sukien z głęboko wyciętymi dekoltami, przeciwstawiał się modzie francuskiej, a nawet zabawom w karnawale. Uzdrowił także finanse papieskie, dzięki ograniczeniu pensji duchownych, a także zmniejszając liczbę urzędów.
Skłaniał się ku jansenizmowi, a w 1679 potępił tezy laksystyczne. Rok później poparł Tirso Gonzáleza i jego teorię probabilioryzmu, przeciwstawiając się probabilizmowi. Popierał także teorie kwietysty Miguela de Molinosa, jednak pod wpływem Świętego Oficjum potępił potem jego dzieło "Przewodnik duchowy", a samego autora nakazał aresztować.
Papież stawiał opór żądaniom Ludwika XIV, który rozszerzył prawo króla do obsadzania stolic biskupich (regalia) i podporządkowanie kleru francuskiego. Wobec protestu dwóch biskupów, król nakazał księżom wydać 19 marca 1682 Cztery Artykuły Gallikańskie, negujące władzę papieską. Innocenty, 11 kwietnia 1682 nie uznał Artykułów i odmówił zatwierdzenia biskupów nominowanych przez Ludwika, na 35 stolic. Zirytowany król Francji postanowił anulować w 1685 roku edykt nantejski i dopuszczał ataki na hugenotów. Papież postanowił jednak nie reagować, ponieważ wiedział czym kieruje się król, a dodatkowo 2 lata później wyrzucił z Rzymu ambasadora francuskiego. W 1688 dyskretnie ekskomunikował Ludwika XIV i cały jego dwór – otwartej schizmie udało się zapobiec dzięki mediacjom przyszłego arcybiskupa Cambrai, François Fénelona i działaniom przyszłego króla Anglii, Wilhelma Orańskiego.
Innym sukcesem na arenie międzynarodowej było doprowadzenie do traktatu sojuszniczego pomiędzy królem Polski Janem Sobieskim a cesarzem Leopoldem I. Po wyzwoleniu Austrii i dołączeniu jej wojsk do sił cesarsko-polskich, połączone oddziały, wspierane finansowo przez papieża, odniosły zdecydowane zwycięstwo podczas odsieczy wiedeńskiej 12 września 1683. Uhonorował Sobieskiego w 1684 r. tytułem „Obrońcy wiary”. Dodatkowo Innocenty powołał Ligę Świętą, w skład której weszła Polska, Rosja, Wenecja i cesarstwo, co pozwoliło na odbicie Belgradu, i Węgier.
Kreował 43 kardynałów, na dwóch konsystorzach.

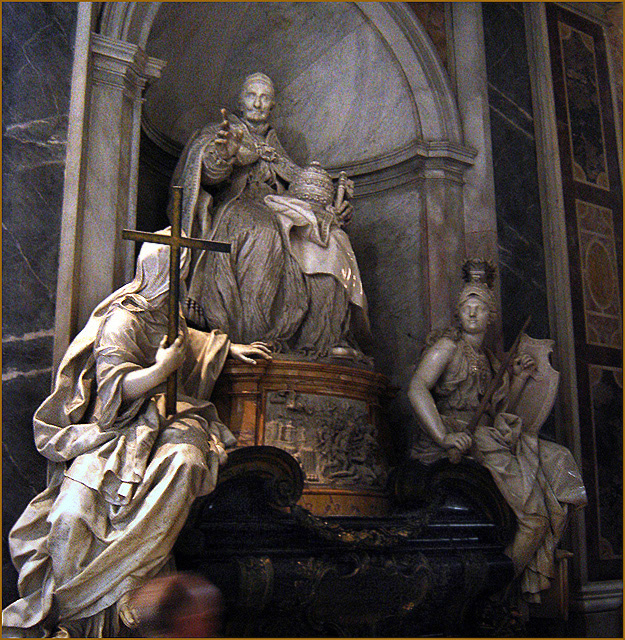
Pierwotny grób Innocentego XI

Zmarł w Rzymie w wieku 78 lat i został pochowany w bazylice watykańskiej.

## Beatyfikacja
W 1714 papież Klemens XI otworzył jego proces beatyfikacyjny, procedurę wstrzymały w 1744 obiekcje dworu francuskiego; po wznowieniu procesu beatyfikacyjnego został ogłoszony błogosławionym przez papieża Piusa XII 7 października 1956. Wspomnienie liturgiczne przypada 12 sierpnia.

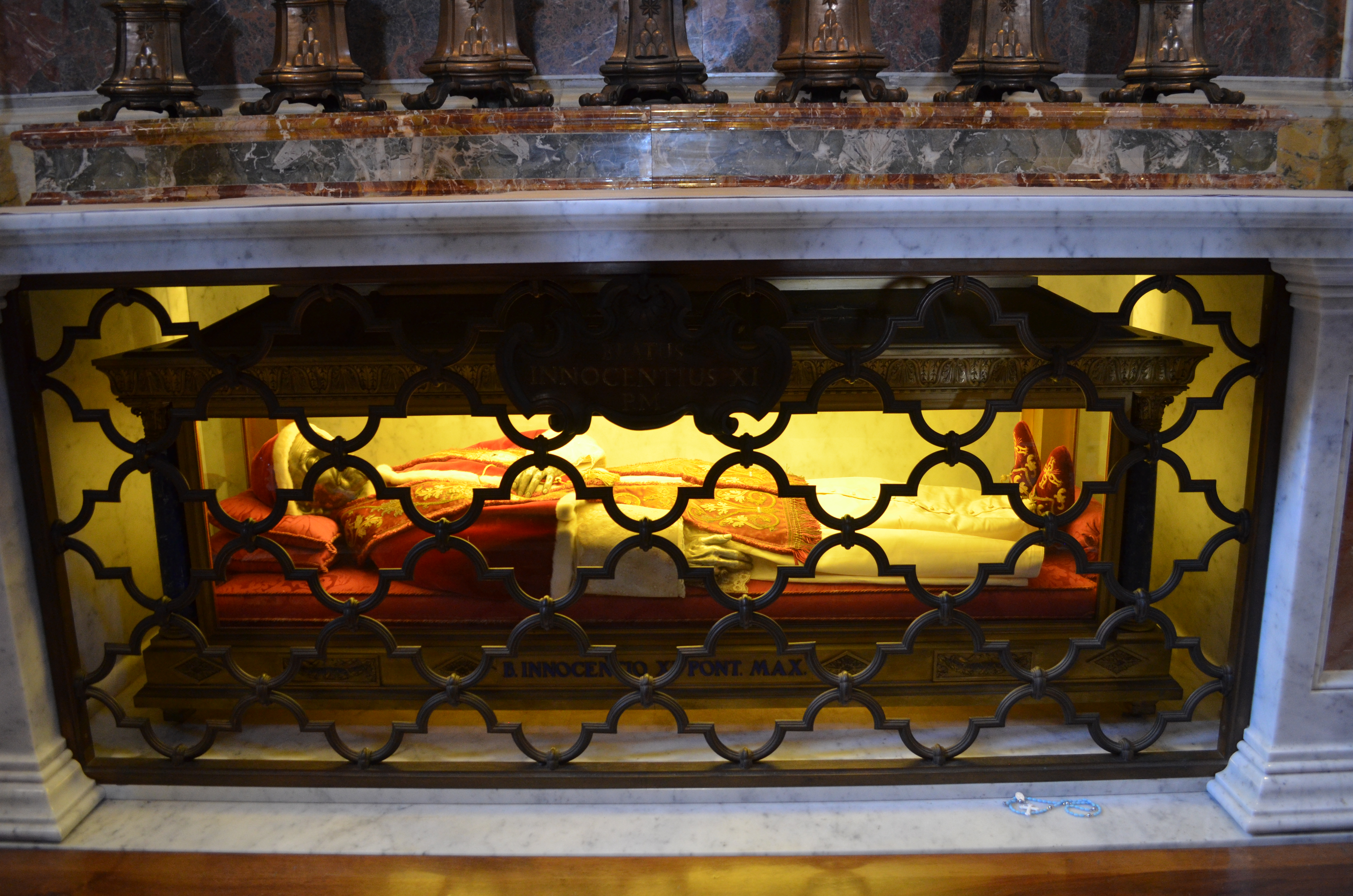
Grób Innocentego XI w kaplicy Przemienienia Pańskiego w Bazylice Świętego Piotra

Po beatyfikacji jego sarkofag został umieszczony w kaplicy św. Sebastiana, gdzie pozostał do 8 kwietnia 2011. Wtedy to przeniesiono go do kaplicy Przemienienia Pańskiego, a na jego dotychczasowym miejscu złożono przeniesioną z Grot Watykańskich trumnę z ciałem Jana Pawła II.